# Tahar Djerba
 (mars 2021).
Si vous disposez d'ouvrages ou d'articles de référence ou si vous connaissez des sites web de qualité traitant du thème abordé ici, merci de compléter l'article en donnant les références utiles à sa vérifiabilité et en les liant à la section « Notes et références ».
Tahar Djerba (en arabe : الطاهر جربة) est un footballeur algérien né le 30 décembre 1980 à Hussein Dey dans la wilaya d'Alger. Il évoluait au poste de défenseur.

## Biographie
Tahar Djerba évolue avec la JSM Béjaïa, l'US Biskra, le NA Hussein Dey, et l'OMR El Anasser.
Il dispute 37 matchs en première division algérienne, entre 2003 et 2008.